# استفان هوله جونیور
استفان هوله جونیور (انگلیسی: Stefan Hula Jr.؛ زادهٔ ۲۹ سپتامبر ۱۹۸۶) اسکی‌باز پرش اهل لهستان است.